# 847
Năm 847 là một năm trong lịch Julius.